# Jay Wright Forrester
Jay Wright Forrester, född 1918, död 2016, var en amerikansk datatekniker, systemvetare tillika professor vid MIT. Han är mest känd för att ha grundat det vetenskapliga fältet systemdynamik. 